# MKB-10 poglavlje III: Bolesti krvi i krvotvornih organa i određeni poremećaji imunološkog sustava

## (D50-D89) - Bolesti krvi i krvotvornih organa i određeni poremećaji imunološkog sustava

### (D50-D53) - Nutricijske anemije
- D50 Anemija zbog manjka željeza
  - D50.0 Anemija zbog manjka željeza, nakon gubitka krvi (kroničnog)
  - D50.1 Sideropenijska disfagija
  - D50.8 Ostale anemije zbog manjka željeza
  - D50.9 Anemija zbog manjka željeza, nespecificirana

- D51 Anemija zbog manjka vitamina B12
  - D51.0 Anemija zbog manjka vitamina B 12 kao posljedica manjka unutrašnjeg faktora
  - D51.1 Anemija zbog manjka vitamina B 12 uzrokovana selektivnom malapsorpcijom vitamina B 12 s proteinurijom
  - D51.2 Manjak transkobalamina II
  - D51.3 Druga anemija zbog manjka vitamina B 12 u prehrani
  - D51.8 Ostale anemije zbog manjka vitamina B 12
  - D51.9 Anemija zbog manjka vitamina B 12, nespecificirana

- D52 Anemija zbog manjka folne kiseline
  - D52.0 Anemija zbog manjka folne kiseline u prehrani
  - D52.1 Anemija zbog manjka folne kiseline uzrokovana lijekom
  - D52.8 Ostale anemije zbog manjka folne kiseline
  - D52.9 Anemija zbog manjka folne kiseline, nespecificirana

- D53 Ostale nutricijske anemije
  - D53.0 Anemija zbog manjka bjelančevina
  - D53.1 Ostale megaloblastične anemije nesvrstane drugamo
  - D53.2 Anemija u skorbutu
  - D53.8 Ostale specificirane nutricijske anemije
  - D53.9 Anemija zbog neodgovarajuće prehrane (nutricijska), nespecificirana

### (D55-D59) - Hemolitičke anemije
- D55 Anemija zbog poremećaja enzima
  - D55.0 Anemija zbog manjka glukoza-6-fosfat dehidrogenaze (G6PDH)
  - D55.1 Anemija zbog ostalih poremećaja metabolizma glutationa
  - D55.2 Anemija zbog poremećaja enzima glikolitičkog ciklusa
  - D55.3 Anemija zbog poremećaja metabolizma nukleotida
  - D55.8 Ostale anemije zbog enzimskih poremećaja
  - D55.9 Anemija zbog enzimskih poremećaja, nespecificirana

- D56 Talasemija
  - D56.0 Alfa-talasemija
  - D56.1 Beta-talasemija
  - D56.2 Delta-beta-talasemija
  - D56.3 Talasemija nasljedno obilježena
  - D56.4 Nasljedne perzistencije fetalnog hemoglobina (HPFH)
  - D56.8 Ostale talasemije
  - D56.9 Talasemija, nespecificirana

- D57 Poremećaji srpastih stanica
  - D57.0 Anemija srpastih stanica s krizama
  - D57.1 Anemija srpastih stanica bez kriza
  - D57.2 Dvostruki heterozigoti za poremećaje na srpastim stanicama
  - D57.3 Nasljedno obilježje srpastih stanica
  - D57.8 Ostale bolesti sa srpastim stanicama

- D58 Ostale nasljedne hemolitičke anemije
  - D58.0 Nasljedna sferocitoza
  - D58.1 Nasljedna eliptocitoza
  - D58.2 Ostale hemoglobinopatije
  - D58.8 Ostale specificirane nasljedne hemolitičke anemije
  - D58.9 Nasljedna hemolitička anemija, nespecificirana

- D59 Stečena hemolitička anemija
  - D59.0 Autoimuna hemolitička anemija uzrokovana lijekom
  - D59.1 Ostale hemolitičke autoimune anemije
  - D59.2 Hemolitička anemija zbog lijeka, koja nije uzrokovana autoimunim mehanizmom
  - D59.3 Hemolitičko-uremijski sindrom
  - D59.4 Ostale hemolitičke anemije koje nisu uzrokovane autoimunim mehanizmom
  - D59.5 Paroksizmalna noćna hemoglobinurija (Marchiafava-Micheli)
  - D59.6 Hemoglobinurija zbog hemolize uzrokovana ostalim vanjskim uzrocima
  - D59.8 Ostale stečene hemolitičke anemije
  - D59.9 Stečena hemolitička anemija, nespecificirana

### (D60-D64) - Aplastičn i druge anemije
- D60 Stečena izolirana aplazija crvene loze (erythroblastopenia)
  - D60.0 Kronična stečena izlorana aplazija crvene loze
  - D60.1 Prolazna stečena izolirana aplazija crvene loze
  - D60.8 Ostale stečene izlorane splazije crvene loze
  - D60.9 Stečena izolirana aplazija crvene loze, nespecificirana

- D61 Ostale aplastične anemije
  - D61.0 Konstitucijska aplastična anemija
  - D61.1 Aplastična anemija uzrokovana lijekom
  - D61.2 Aplastična anemija uzrokovana drugim vanjskim uzrocima (agensima)
  - D61.3 Idiopatska aplastična anemija
  - D61.8 Ostale specificirane aplastične anemije
  - D61.9 Aplastična anemija, nespecificirana

- D62 Akutna posthemoragijska anemija
  - D62.0 Akutna posthemoragijska anemija

- D63 Anemija u kroničnim bolestima svrstanim drugamo
  - D63.0 Anemija u neoplastičnim bolestima (C00-D48)
  - D63.8 Anemije u ostalim kroničnim bolestima svrstanim drugamo

- D64 Ostale anemije
  - D64.0 Nasljedna sideroblastična anemija
  - D64.1 Sekundarna sideroblastična anemija zbog bolesti
  - D64.2 Sekundarna sideroblastična anemija zbog lijekova i otrova
  - D64.3 Ostale sideroblastične anemije
  - D64.4 Priro|ena dizeritropoezna anemija
  - D64.8 Ostale specificirane anemije
  - D64.9 Anemija, nespecificirana

### (D65-D69) - Poremećaji koagulacije, purpura i ostala hemoragijska stanja
- D65 Diseminirana intravaskularna koagulacija (sindrom defibrinacije)
  - D65.0 Disemniniana intravaskularna koagulacija (sindrom defibrinacije)

- D66 Nasljedni manjak faktora VIII.
  - D66.0 Nasljedni manjak fatora VIII.

- D67 Nasljedni manjak faktora IX.
  - D67.0 Nasljedni manjak faktora IX.

- D68 Ostali poremećaji koagulacije
  - D68.0 Von Willebrandova bolest
  - D68.1 Nasljedni manjak faktora XI.
  - D68.2 Nasljedni manjak ostalih faktora zgrušavanja krvi
  - D68.3 Hemoragijski poremećaji zbog cirkulirajućih antikoagulansa
  - D68.4 Stečeni manjak faktora koagulacije
  - D68.8 Ostali specificirani poremećaji koagulacije
  - D68.9 Poremećaj koagulacije, nespecificiran

- D69 Purpura i ostala hemoragijska stanja
  - D69.0 Alergijska purpura
  - D69.1 Kvalitativni poremećaji trobocita
  - D69.2 Ostale netrombocitopenijske purpure
  - D69.3 Idiopatska trombocitopenijska purpura
  - D69.4 Druga primarna trombocitopenija
  - D69.5 Sekundarna trombocitopenija
  - D69.6 Trombocitopenija, nespecificirana
  - D69.8 Ostala specificirana hemoragijska stanja
  - D69.9 Hemoragijsko stanje, nespecificirano

### (D70-D77) - Ostale bolesti krvi i krvotvornog sustava
- D70 Agranulocitoza
  - D70.0 Agranulocitoza

- D71 Funkcionalni poremećaji polimorfonuklearnih neutrofila
  - D71.0 Funkcionalni poremaćaji polimorfnonuklearnih neutrofila

- D72 Ostali poremećaji bijelih krvnih stanica
  - D72.0 Genetske anomalije leukocita
  - D72.1 Eozinofilija
  - D72.8 Ostale specificirane bolesti bijelih krvnih stanica
  - D72.9 Poremećaj bijelih krvnih stanica, nespecificiran

- D73 Bolesti slezene
  - D73.0 Hiposplenizam
  - D73.1 Hipersplenizam
  - D73.2 Kronična kongestivna splenomegalija
  - D73.3 Apsces slezene
  - D73.4 Cista slezene
  - D73.5 Infarkt slezene
  - D73.8 Ostale slezenske bolesti
  - D73.9 Bolest slezene, nespecificirana

- D74 Methemoglobinemija
  - D74.0 Priro|ena methemoglobinemija
  - D74.8 Ostale methemoglobinemije
  - D74.9 Methemoglobinemija, nespecificirana

- D75 Ostale bolesti krvi i krvotvornog sustava
  - D75.0 Obiteljska eritrocitoza
  - D75.1 Sekundarna policitemija
  - D75.2 Esencijalna trombocitoza
  - D75.8 Ostale specificirane bolesti krvi i krvotvornog sustava
  - D75.9 Bolest krvi i krvotvornog sustava, nespecificirana

- D76 Određene bolesti koje zahvaćaju limforetikularno tkivo i retikulohistiocitni sustav
  - D76.0 Histiocitoza Langerhansovih stanica, nesvrstana drugamo
  - D76.1 Hemofagocitna limfohistiocitoza
  - D76.2 Hemofagocitni sindrom povezan s infekcijom
  - D76.3 Ostali histiocitozni sindromi

- D77 Ostali poremećaji krvi i krvotvornog sustava kod bolesti svrstanih drugamo
  - D77.0 Ostali poremaćaji kvi i krvotvornog sustava kod bolesti svrstanih drugamo

### (D80-D89) - Poremećaji koji uključuju imunološki sustav
- D80 Imunodeficijencija s prevladavajućim poremaćajima protutijela
  - D80.0 Nasljedna hipogamaglobulinemija
  - D80.1 Stečena hippogamaglobulinemija
  - D80.2 Izolirani manjak imunoglobulina A(igA)
  - D80.3 Izolirani manjak imunoglobulina G (IgG) supklase
  - D80.4 Izolirani manjak imunoglobulina M (IgM)
  - D80.5 Imunodeficijencija s povećanjem imunoglobulina M (IgM)
  - D80.6 Manjak protutijela s imunoglobulinima blizu normale ili heperimunoglobulinemijom
  - D80.7 Prolazna hipogamaglobulinemija u ranom djetinjstvu
  - D80.8 Ostale imunodeficijencije prevladavajućim poremećajem protutijela
  - D80.9 Imunonodeficijencija s prevladavajućim poremaćajem protutijela,nespecificira

- D81 Kombinirane imunodeficijencije
  - D81.0 Teški kombinirani imunodeficit (SCID) s retikularnom dizgenezom
  - D81.1 Teški kombinirani imunodeficit (SCID) s malim brojem T i B-limfocita
  - D81.2 Teški kombinirani imunodeficit (SCID) s malim ili normalnim brojem B-limfocita
  - D81.3 Manjak adenozin deaminaze (ADA)
  - D81.4 Nezelofov sindrom
  - D81.5 Manjak purinske nukleozid fosforilaze (PNP)
  - D81.6 Manjak glavnog sustava tkivne snošljivosti klase I.
  - D81.7 Manjak glavnog sustava tkivne snošljivosti klase II.
  - D81.8 Ostale kombinirane imunodeficijencije
  - D81.9 Kombinirani imunodeficit, nespecificiran

- D82 Imunodeficijencije povezane s ostalim većim poremećajima
  - D82.0 Wiskott-Aldrichov sindrom
  - D82.1 Di Georgeov sindrom
  - D82.2 Imunodeficijencija kod konstitucije s kratkim udovima
  - D82.3 Imunodeficijencija kao posljedica nasljednog, defektnog odgovora na infekciju Epstein-Barr virusom
  - D82.4 Sindrom hiperimunoglobulinemije E (IgE)
  - D82.8 Imunodeficijencija povezana s ostalim specificiranim većim defektima
  - D82.9 Imunodeficijencija povezana s većim defektima, nespecificirana

- D83 Obična varijabilna imunodeficijencija
  - D83.0 Obična varijabilna imunodeficijencija s prevladavajućim poremećajem broja i funkcije B-limfocita
  - D83.1 Obična varijabilna imunodeficijencija s prevladavajućim poremećajem imunoregulacijskih T-limfocita
  - D83.2 Obična varijabilna imunodeficijencija s protutijelima na B i T-limfocite
  - D83.8 Ostale obične varijabilne imunodeficijencije
  - D83.9 Obična varijabilna imunodeficijencija, nespecificirana

- D84 Ostale imunodeficijencije
  - D84.0 Poremećaji u funkciji limfocitnog antigena-1 (LFA-1)
  - D84.1 Defekti sustava komplementa
  - D84.8 Ostale specificirane imunodeficijencije
  - D84.9 Imunodeficijencija, nespecificirana

- D86 Sarkoidoza
  - D86.0 Sarkoidoza pluća
  - D86.1 Sarkoidoza limfnih čvorova
  - D86.2 Sarkoidoza pluća sa sarkoidozom limfnih čvorova
  - D86.3 Sarkoidoza kože
  - D86.8 Sarkoidoza ostalih i kombiniranih lokalizacija
  - D86.9 Sarkoidoza, nespecificirana

- D89 Ostali poremećaji imunološkog sustava, nesvrstani drugamo
  - D89.0 Poliklonska hipergamaglobulinemija
  - D89.1 Krioglobulinemija
  - D89.2 Hipergamaglobulinemija, nespecificirana
  - D89.8 Ostali specificirani poremećaji imunološkog sustava nesvrstani drugamo
  - D89.9 Poremećaj imunološkog sustava, nespecificiran

## Vanjske poveznice
- MKB-10 D50-D89 2007. - WHO[neaktivna poveznica]